# Pachylophus halteratus
Pachylophus halteratus är en tvåvingeart som beskrevs av Becker 1910. Pachylophus halteratus ingår i släktet Pachylophus och familjen fritflugor. Inga underarter finns listade i Catalogue of Life.